# Futungo de Belas
Futungo de Belas o Futungo és una comuna del municipi de Belas de la província de Luanda.